# Sölvesborgsviken
Sölvesborgsviken er en havbugt i Østersøen i Blekinge i Sverige, beliggende mellem byen Sölvesborg og Listerlandets halvø, og strækker sig ned til til Västra Näs i sydøst. Den er også blevet kaldt for Saxaviken.